# Becsvölgye
Becsvölgye è un comune dell'Ungheria di 866 abitanti (dati 2001). È situato nella contea di Zala.